# Победнице светских првенстава у атлетици у дворани — штафета 4x400 метара
Победнице светских првенстава у атлетици у дворани  у дисциплини штафета 4 × 400 метара за жене, која се, у програмима првенстава, налази од Светског првенство у дворани 1991. у Севиљи, наведене су у следећој табели са резултатима који су изражени у минутима.

## Табела победница на СП у дворани у трци штафета 4 × 400 метара за жене
Стање после СП 2025.
| Светско првенство       |                                                                | Резултат       |                 | Резултат     |                      | Резултат     |
| Севиља 1991 детаљи      | Немачка · (Сојсер, Шрајтер, Хеселбарт, Бројер)                 | 3:27,22 СР РСП | Совјетски Савез | 3:27,95      | САД                  | 3:29,00 САМР |
| Торонто 1993 детаљи     | Јамајка · (Хемингс, Грант, Ратреј-Вилијамс, Ричардс)           | 3:32,32        | САД             | 3:32,50      | није додељена        | [ 1 ]        |
| Барселона 1995. детаљи  | Русија · (Чебикина, Ружина, Куликова, Гончаренко)              | 3:29,29        | Чешка           | 3:30,27      | САД                  | 3:31,43      |
| Париз 1997 детаљи       | Русија · (Чебикина, Гончаренко, Котљарова, Алексејева)         | 3:26,84 СР РСП | САД             | 3:27,66 САМР | Немачка              | 3:28,39      |
| Маебаши 1999. детаљи    | Русија · (Чебикина, Гончаренко, Котљарова, Назарова)           | 3:24,25 СР РСП | Аустралија      | 3:26,87 АУР  | САД                  | 3:27,59 САМР |
| Лисабон 2001. детаљи    | Русија · (Носова, Зикина, Сотникова, Котљарова)                | 3:30,00        | Јамајка         | 3:30,79      | Немачка              | 3:31,00      |
| Бирмингам 2003. детаљи  | Русија · (Антјух, Печјонкина, Зикина, Назарова)                | 3:28,45        | Јамајка         | 3:31,23      | САД                  | 3:31,69      |
| Будимпешта 2004. детаљи | Русија · (Форшева, Котљарова, Левина, Назарова)                | 3:23,88 СР РСП | Белорусија      | 3:29,96      | Румунија             | 3:30,06      |
| Москва 2006. детаљи     | Русија · (Левина, Назарова, Форшева, Антјух)                   | 3:24,91        | САД             | 3:28,63      | Белорусија           | 3:28,65      |
| Валенсија 2008. детаљи  | Русија · (Гушчина, Левина, Назарова, Зикина)                   | 3:28,17        | Белорусија      | 3:28,90      | САД                  | 3:29,30      |
| Доха 2010. детаљи       | САД (Дан, Тротер, Хејстингс, Филикс)                           | 3:27,34        | Чешка           | 3:30,05      | Уједињено Краљевство | 3:30,29      |
| Инстанбул 2012. детаљи  | Уједињено Краљевство · (Кокс, Сандерс, Охуругу, Шејкс-Драјтон) | 3:28,76        | САД             | 3:28,79      | Румунија             | 3:33,41      |
| Сопот 2014. детаљи      | САД (Хејстингс, Еткинс, Мекрори, Тејт)                         | 3:24,83        | Јамајка         | 3:26,54      | Уједињено Краљевство | 3:27,90      |
| Портланд 2016. детаљи   | САД (Хејстингс, Хејс, Около, Спенсер)                          | 3:26,38        | Пољска          | 3:31,15      | Румунија             | 3:31,51      |
| Бирмингем 2018. детаљи  | САД (Хејс, Молин, Вимбли, Около)                               | 3:23,85 РСП    | Пољска          | 3:26,09      | Уједињено Краљевство | 3:29,38      |
| Београд 2022. детаљи    | Јамајка · (Бромфилд, Расел, Мекгрегор, Мекферсон)              | 3:28,40        | Холандија       | 3:28,57      | Пољска               | 3:28,59      |
| Глазгов 2024. детаљи    | Холандија · (Клавер, Питерс, де Вит, Бол)                      | 3:25,07        | САД             | 3:25,34      | Уједињено Краљевство | 3:26,36      |
| Нанкинг 2025. детаљи    | САД (Хејс, Лир, Ефионг, Холмс)                                 | 3:27,45        | Пољска          | 3:32,05      | Аустралија           | 3:32,65      |
| Торуњ 2026.             |                                                                |                |                 |              |                      |              |

Легенда: СР = Светски рекорд, РСП = Рекорд светских првенстава у дворани, САМП = Рекорд Северне Америке у дворани, АУР = Рекорд Аустралије у дворани
Напомена:
1. ↑  Штафете Канаде и Русије су дисквалификоване у финалној трци.
2. ↑  Штафете Русије и Јамајке стигле су као друга и трећа али су због позитивних допинг налаза дисквалификоване и медаље су им одузете.

## Биланс медаља на СП у дворани у трци штафета 4 × 400 метара за жене
Стање после СП 2025.
|     | Држава               |    |    |    |    |
| --- | -------------------- | -- | -- | -- | -- |
| 1.  | Русија               | 8  | 0  | 0  | 8  |
| 2.  | САД                  | 5  | 5  | 5  | 15 |
| 3.  | Јамајка              | 2  | 3  | 0  | 5  |
| 4.  | Холандија            | 1  | 1  | 0  | 2  |
| 5.  | Уједињено Краљевство | 1  | 0  | 4  | 5  |
| 6.  | Немачка              | 1  | 0  | 2  | 3  |
| 7.  | Пољска               | 0  | 3  | 1  | 4  |
| 8.  | Белорусија           | 0  | 2  | 1  | 3  |
| 9.  | Чешка                | 0  | 2  | 0  | 2  |
| 10. | Аустралија           | 0  | 1  | 1  | 2  |
| 11. | Совјетски Савез      | 0  | 1  | 0  | 1  |
| 12. | Румунија             | 0  | 0  | 3  | 3  |
|     | Укупно 12 земаља     | 18 | 18 | 17 | 53 |

###### Трка штафета 4 × 400 метара у дворани
- Победници светских првенстава у дворани — штафета 4 × 400 метара за мушкарце
- Победнице европских првенстава у дворани — штафета 4 × 400 метара за жене
- Победници европских првенстава у дворани — штафета 4 × 400 метара за мушкарце

###### Трка штафета 4 × 400 метара на отвореном
- Освајачице олимпијских медаља у атлетици — штафета 4 × 400 метара за мушкарце
- Освајачице олимпијских медаља у атлетици — штафета 4 × 400 метара за жене
- Победнице светских првенстава у атлетици на отвореном — штафета 4 × 400 метара за жене
- Победници светских првенстава у атлетици на отвореном — штафета 4 × 400 метара за мушкарце
- Победнице европских првенстава у атлетици на отвореном — штафета 4 × 400 метара  за жене
- Победници европских првенстава у атлетици на отвореном — штафета 4 × 400 метара за мушкарце